# Elena Ibáñez
Elena Ibáñez Ezequiel (21 de septiembre de 1965) es una química española profesora de investigación en el Instituto de Investigación en Ciencias de la Alimentación (CIAL) del Consejo Superior de Investigaciones Científicas (CSIC). En 2016, fue elegida como una de las mujeres más influyentes del mundo en química analítica según la lista publicada por la revista estadounidense The Analytical Scientist.

## Trayectoria
Ingeniera Química por el Instituto Químico de Sarriá (1989), es doctora en Ciencias Químicas por la Universidad Autónoma de Madrid (1993) con la  tesis: Estudio de un nuevo tipo de columna de cromatografía de fluidos supercríticos aplicación al análisis de vitaminas liposolubles. Realizó su estancia postdoctoral en Universidad Brigham Young  y en la Universidad de California Davis. Fue profesora asociada del Área de Tecnología de Alimentos de la Universidad Autónoma de Madrid y científica titular en el Instituto de Fermentaciones Industriales del Consejo Superior de Investigaciones Científicas (CSIC) durante el periodo 2001-2010. En noviembre de 2005 aprobó la oposición de Investigadora Científica del CSIC. Desde abril de 2010 es profesora de Investigación, Laboratorio Foodomica del Instituto de Investigación en Ciencias de la Alimentación perteneciente al CSIC.
Su actividad principal se desarrolla en el ámbito de la foodomica, incluyendo la aplicación de técnicas ómicas al estudio de la actividad de alimentos, basadas principalmente en la intensificación de los procesos, así como en la forma en que se puede vincular la preparación de muestras de procesos a gran escala. En este ámbito ha realizado múltiples publicaciones y codirigido tesis doctorales. 
A fecha de 2017 es profesora de investigación en el Instituto de Investigación en Ciencias de la Alimentación (CIAL)-CSIC). En 2016 fue elegida como una de las mujeres más influyentes del mundo en química analítica según la lista publicada por la revista estadounidense The Analytical Scientist.
A fecha de abril de 2017 es vocal de la Sociedad Española de Cromatografía y Técnicas Afines (SECyTA), y presidenta de la Asociación de expertos en fluidos comprimidos (FLUCOMP).

## Reconocimientos
- Premio Archer Daniels Midland/Protein & Co-Products Division en la categoría engineering/technology otorgado por la American Oil Chemists Society (2001).[7]

## Publicaciones
- "Present and future challenges in food analysis: foodomics"